# Список Twistys Treats
Список моделей, которые были выбраны канадским порносайтом Twistys.com (а также его партнёрской программой TwistysCash) в качестве моделей месяца (Treat of the Month, TOTM) и моделей года (Treat of the Year, TOTY). Моделей месяца называют с августа 2005 года, а моделей года выбирают пользователи сайта посредством голосования, начиная с 2009 года. Модели Treat of the Month выбираются из числа как американских, так и европейских порноактрис.

## Treats of the Month

### 2000-е годы
| Год  | Январь          | Февраль       | Март           | Апрель            | Май         | Июнь           | Июль          | Август        | Сентябрь      | Октябрь        | Ноябрь       | Декабрь        |
| ---- | --------------- | ------------- | -------------- | ----------------- | ----------- | -------------- | ------------- | ------------- | ------------- | -------------- | ------------ | -------------- |
| 2005 | —               | —             | —              | —                 | —           | —              | —             | Лэнни Барби   | Джейми Линн   | Джинджер Джоли | Пич          | Елена Йенсен   |
| 2006 | Эрика Кэмпбелл  | Валентина Вон | Карли Бэнкс    | Крисси Моран      | Сидни Мун   | Джейми Хаммер  | Кристал Клейн | Эми Рид       | Шей Ларен     | Сэнди Вестгейт | Ханна Хилтон | Николь Грейвс  |
| 2007 | Джессика Джеймс | Кессиа Райли  | Анетт Доун     | Одри Битони       | Алектра Блу | Бри Олсон      | Сэнди Саммерс | Тиффани Брукс | Ева Анджелина | Эрин Эйвери    | Кайден Кросс | Джессика Дифео |
| 2008 | Энди Валентино  | Реджина Айс   | Хизер Вандевен | Хизер Саммерс     | Шона Ленэй  | Джорджия Джонс | Лила Стар     | Луиза Гловер  | Мэнди Линн    | Бри Беннетт    | Линдси Мари  | Эшлинн Брук    |
| 2009 | Капри Андерсон  | Яна Джордан   | Дженна Пресли  | Кэгни Линн Картер | Бри Линн    | Алексис Тексас | Джемма Мейси  | Саша Грей     | Тори Блэк     | Джейден Коул   | Айсис Тейлор | Коди Лав       |

### 2010-е годы
| Год  | Январь            | Февраль              | Март              | Апрель        | Май             | Июнь            | Июль              | Август           | Сентябрь        | Октябрь        | Ноябрь        | Декабрь          |
| ---- | ----------------- | -------------------- | ----------------- | ------------- | --------------- | --------------- | ----------------- | ---------------- | --------------- | -------------- | ------------- | ---------------- |
| 2010 | Талия Шепард      | Дороти Грин          | Франциска Фачелла | Мэделин Мэри  | Эдриенн Мэннинг | Эйнджел Дарк    | Бри Дэниелс       | Prinzzess        | Блейк Роуз      | Крисси Мари    | Эмили Эддисон | Сабрина Мари     |
| 2011 | Шайла Дженнингс   | Саманта Сэйнт        | Тейлор Виксен     | Бри Морган    | Роксана Милана  | Тиффани Томпсон | Дэни Дэниелс      | Анджела Соммерс  | Малена Морган   | Евфрат         | Бретт Росси   | Эйнсли Эддисон   |
| 2012 | Мелиса Мендини    | Алисия Секретс       | Джесси Роджерс    | Алия Лав      | Карли Монтана   | Аспен Рэй       | Сара Пичез        | Тил Конрад       | Спенсер Скотт   | Ники Ли Янг    | Санни Леоне   | Миа Малкова      |
| 2013 | Наталья Старр     | Дестини Диксон       | Ванесса Веракрус  | Мэдисон Айви  | Эль Александра  | София Найт      | Каприс            | Джесси Джун      | Николь Энистон  | Кэсси Лэйн     | Анна Морна    | Сэмми Тай        |
| 2014 | Лорен Клэр        | Ники Скайлер         | Ева Ловия         | Кейша Грей    | Диллион Харпер  | Алина Ли        | Райан Райанс      | Аидра Фокс       | Эбигейл Мэк     | Обри Стар      | Ариана Мари   | Капри Каванни    |
| 2015 | Стэйси Карр       | Кэссиди Бэнкс        | Огаст Эймс        | Кенна Джеймс  | Валентина Наппи | Шарлотта Стокли | Элейна Фокс       | Мая Рэй          | Кейли Кейд      | Дженна Джастис | Пенелопа Линн | Кхалиси Уайлд    |
| 2016 | Кэтринн Сент-Крус | Вероника Уэстон      | Стефани Джой      | Сесилия Лайон | Кали Роуз       | Люси Шайло      | Абелла Дейнджер   | Адриана Чечик    | Кимми Грейнджер | Райли Рид      | Эльза Джин    | Дарси Дольче     |
| 2017 | Меган Рэйн        | Сидни Коул           | Блэр Уильямс      | Алекс Грей    | Адрия Рэй       | Нина Норт       | Ума Джоли         | Кэмерон Канела   | Елена Кошка     | Жизель Палмер  | Лана Роудс    | Джиллиан Джансон |
| 2018 | Анджела Уайт      | Карли Грей           | Лили Лабо         | Уитни Райт    | Скарлетт Сэйдж  | Дженна Сатива   | Джина Валентина   | Алекс Де Ла Флор | Айви Вульф      | Кира Нуар      | Элиза Ибарра  | Джейд Бейкер     |
| 2019 | Молли Стюарт      | Брук и Бриттани Бенц | Эмили Уиллис      | Анни Аврора   | Алина Лопес     | Эмма Хикс       | Вероника Родригес | Кендра Спейд     | Дезри Дульче    | Лэйси Леннон   | Пейдж Оуэнс   | Сабина Руж       |

### 2020-е годы
| Год  | Январь           | Февраль       | Март            | Апрель            | Май            | Июнь        | Июль        | Август      | Сентябрь     | Октябрь      | Ноябрь        | Декабрь          |
| ---- | ---------------- | ------------- | --------------- | ----------------- | -------------- | ----------- | ----------- | ----------- | ------------ | ------------ | ------------- | ---------------- |
| 2020 | Габби Картер     | Деми Сутра    | Джианна Диор    | Кендра Сандерленд | —              | —           | —           | —           | —            | —            | —             | —                |
| 2021 | Лив Уайлд        | Азул Хермоса  | Скарлит Скандал | Бруклин Грей      | Обри Валентайн | Дженна Фокс | Лулу Чу     | Лилли Белл  | Джуэлз Блу   | Алексис Тэй  | Дестини Крус  | Ванна Бардо      |
| 2022 | Кайли Рокет      | Жизель Бланко | Мона Азар       | Хейзел Грейс      | Мэдди Мэй      | Кензи Энн   | Ария Тейлор | Энджел Янгс | Элси         | Николь Доши  | Блейк Блоссом | Кейли Ганнер     |
| 2023 | LaSirena69       | Тру Кайт      | Слимтик Вик     | Эмма Магнолия     | Николь Китт    | Кайли Пейдж | Дженни Роуз | Куини Сатин | Хейли Роуз   | Эйприл Олсен | Огаст Скай    | Хлоя Сурриал     |
| 2024 | Анна Клэр Клаудс | Лили Лу       | Райан Рид       | Синатра Монро     | Кадзуми        | Амина Грин  | Дэн Дэнглер | Галь Ричи   | Жасмин Шерни | Айви Лебелль | Мэй Хасира    | Скарлетт Алексис |

## Treats of the Year
| Год  | Модель         |
| ---- | -------------- |
| 2009 | Бри Олсон      |
| 2010 | Хизер Вандевен |
| 2011 | Эмили Эддисон  |
| 2012 | Тейлор Виксен  |

| Год  | Модель         |
| ---- | -------------- |
| 2013 | Миа Малкова    |
| 2014 | Николь Энистон |
| 2015 | Ариана Мари    |
| 2016 | Огаст Эймс     |

| Год  | Модель       |
| ---- | ------------ |
| 2017 | Райли Рид    |
| 2018 | Елена Кошка  |
| 2019 | Молли Стюарт |